# Charles Sanford Skilton
Charles Sanford Skilton (* 16. August 1868 in Northampton, Massachusetts; † 12. März 1941 in Lawrence, Kansas) war ein US-amerikanischer Komponist und Organist.

## Leben
Skilton schloss ein Studium an der Yale University 1889 mit dem Bachelor of Arts ab. Danach war er Kompositionsschüler von Dudley Buck und Orgelschüler von Harry Rowe Shelley in New York City. Von 1891 bis 1893 studierte er in Berlin an der Hochschule für Musik bei Woldemar Bargiel und Otis Bardwell Boise. Er wirkte bis 1896 als Musiklehrer in Salem, von 1898 bis 1903 in Trenton. Danach wurde er Professor für Orgel, Musiktheorie und -geschichte an der University of Kansas.
Neben drei Opern, einer Schauspielmusik sowie kammermusikalischen und Chorwerken schuf er einige Kompositionen für Orchester, in denen er Motive der Indianischen Musik verarbeitete.

## Werke
- Kalopin, Oper
- The Sun Bride: A Pueblo Indian Opera
- A Carolina Legend, sinfonische Dichtung
- East and West, Orchestersuite
- Herbstnacht, Orchesterstück
- Indianischer Jagdtanz, Orchesterstück
- Sioux Flute Serenade
- Zwei Indianertänze
- Tochter der Hexe

| Personendaten    | Personendaten                            |
| ---------------- | ---------------------------------------- |
| NAME             | Skilton, Charles Sanford                 |
| KURZBESCHREIBUNG | US-amerikanischer Komponist und Organist |
| GEBURTSDATUM     | 16. August 1868                          |
| GEBURTSORT       | Northampton, Massachusetts               |
| STERBEDATUM      | 12. März 1941                            |
| STERBEORT        | Lawrence, Kansas                         |